# Amy Argyle
Amy Ann Argyle (* 21. Juli 1979 in McKeesport, Pennsylvania) ist eine US-amerikanische Schauspielerin. Zu Beginn ihrer Karriere wurde sie in den Filmcredits als Amy Lawhorn geführt.

## Leben
Argyle wurde am 21. Juli 1979 in McKeesport geboren. Sie begann ihre Schauspiellaufbahn in Dallas, zog dann gegen Ende der 2000er Jahre nach Los Angeles. Als Fernseh- und Filmschauspielerin war sie in den ersten Jahren überwiegend als Episodendarstellerin und in Kurzfilmproduktionen zu sehen. 2012 erhielt sie unter anderen eine Nebenrolle im Film Gone. Eine größere Rolle mimte sie 2014 als Leyla Dufresne in The Paddy Lincoln Gang. 2016 wirkte sie im Horrorfilm Little Dead Rotting Hood – Keine Angst vorm bösen Wolf des Filmstudios The Asylum in der Rolle der Becky mit. 2019 stellte sie in der Fernsehserie Golden Revenge in insgesamt 12 Episoden die Rolle der Tiffany dar.
Sie ist auch als Theaterschauspielerin tätig.
Sie produzierte mehrere Kurzfilme, zuletzt 2018 The Wedding Scene, in diesem sie auch die Hauptrolle übernahm. Der Kurzfilm wurde unter anderen am 16. September 2018 auf dem Austin Comedy Short Film Festival, am 12. Oktober 2018 auf dem San Diego International Film Festival und am 13. April 2019 auf dem Houston Comedy Film Festival gezeigt.

## Filmografie (Auswahl)

### Schauspiel
- 2008: R&B Chick
- 2009: Taras Welten (United States of Tara, Fernsehserie, Episode 1x09)
- 2009: Just Wrong (Kurzfilm)
- 2009: Clubbers (Kurzfilm)
- 2009: Bones – Die Knochenjägerin (Bones, Fernsehserie, Episode 5x08)
- 2009: Interns Anonymous (Fernsehserie, 3 Episoden)
- 2010: Parenthood (Fernsehserie, Episode 1x03)
- 2011: Hard Love
- 2011: Its Just Thanksgiving Dinner (Kurzfilm)
- 2012: Gone
- 2012: Adopting Terror (Fernsehfilm)
- 2012: The House of Mystery Vigorsol (Kurzfilm)
- 2012: Illegal (Fernsehserie, 3 Episoden)
- 2012: A Green Story
- 2012: Tres Cascadas (Kurzfilm)
- 2012: Twelve to Six (Kurzfilm)
- 2012: Chatterbox (Kurzfilm)
- 2013: Grooming Giselle
- 2013: 90210 (Fernsehserie, Episode 5x20)
- 2013: Bonds & Lace (Kurzfilm)
- 2014: We-inspire: The Ultimate Collaboration Technology (Kurzfilm)
- 2014: The Paddy Lincoln Gang
- 2015: Battle Creek (Fernsehserie, Episode 1x07)
- 2015: G Code (Fernsehserie, Episode 1x01)
- 2015: Scream at the Devil
- 2016: Little Dead Rotting Hood – Keine Angst vorm bösen Wolf (Little Dead Rotting Hood)
- 2016: Frank & Lola
- 2016: Alleluia! The Devil’s Carnival
- 2016: Mere Players (Kurzfilm)
- 2016: Chocolate (Kurzfilm)
- 2017: 202 (Fernsehserie, Episode 1x05)
- 2017: The Lears
- 2017: Moon Creek Cemetery
- 2017: A Funny Thing Happened to Kelly and Ted (Kurzfilm)
- 2018: Parker’s Anchor
- 2018: The Elegy (Kurzfilm)
- 2018: The Wedding Scene (Kurzfilm)
- 2018: Oversharing (Fernsehfilm)
- 2018: Actress Unseen (Kurzfilm)
- 2019: Golden Revenge (Fernsehserie, 12 Episoden)
- 2019: I Love You
- 2019: Artista Obscura (Fernsehfilm)
- 2020: Salvage (Kurzfilm)
- 2022: Inventing Anna (Miniserie, Episode 1x09)
- 2023: 1923 (Fernsehserie, Episode 1x08)
- 2023: The Hereafter (Kurzfilm)

### Filmschaffende
- 2012 Tres Cascadas (Kurzfilm; Produktion)
- 2013: Call Me Bianca (Kurzfilm; Regie)
- 2016 Mere Players (Kurzfilm; Produktion)
- 2018: The Wedding Scene (Kurzfilm; Produktion)

### Synchronisationen
- 2017: The Beyond
- 2019–2020: Dust (Podcastserie, 4 Episoden, verschiedene Rollen)